# Linjäraccelerator

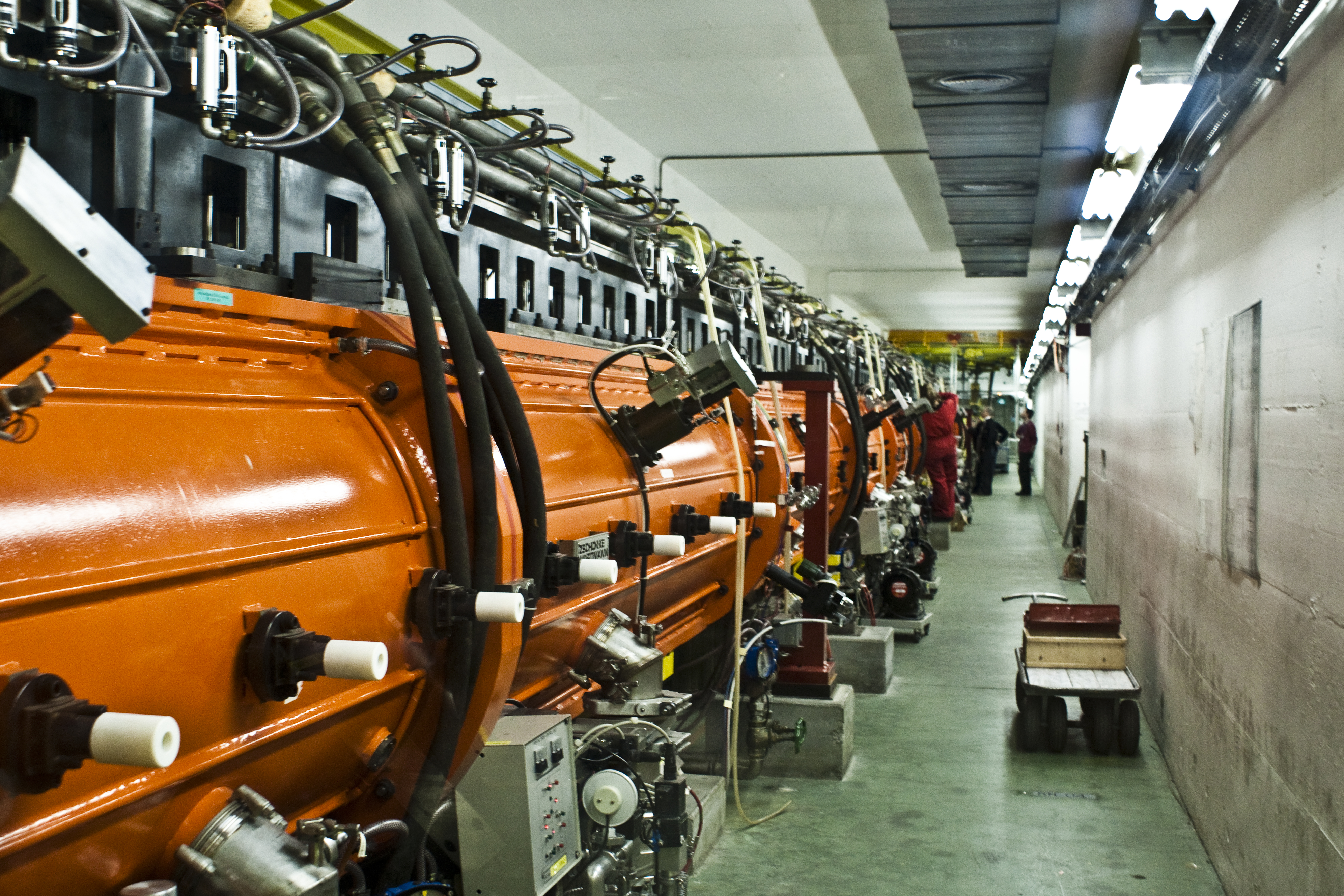
Linjäracceleratorn i CERN

En linjäraccelerator, (även linac från engelskan Linear Accelerator) är en anläggning som accelererar laddade elementarpartiklar (elektroner, protoner, joner) på en raksträcka. Partiklarna accelereras till höga energier genom en växelspänning som åstadkommes av elektroder längs accelerationsröret.

## Historia
Den första linjäracceleratorn arbetade med likspänning, men man uppnådde inte tillräcklig hög partikelenergi. Därför prövades växelspänning istället på förslag av svensken Gustaf Ising. Den norska ingenjören Rolf Wideröe konstruerade 1928 den första fungerade anläggningen med växelspänning.

## Användning

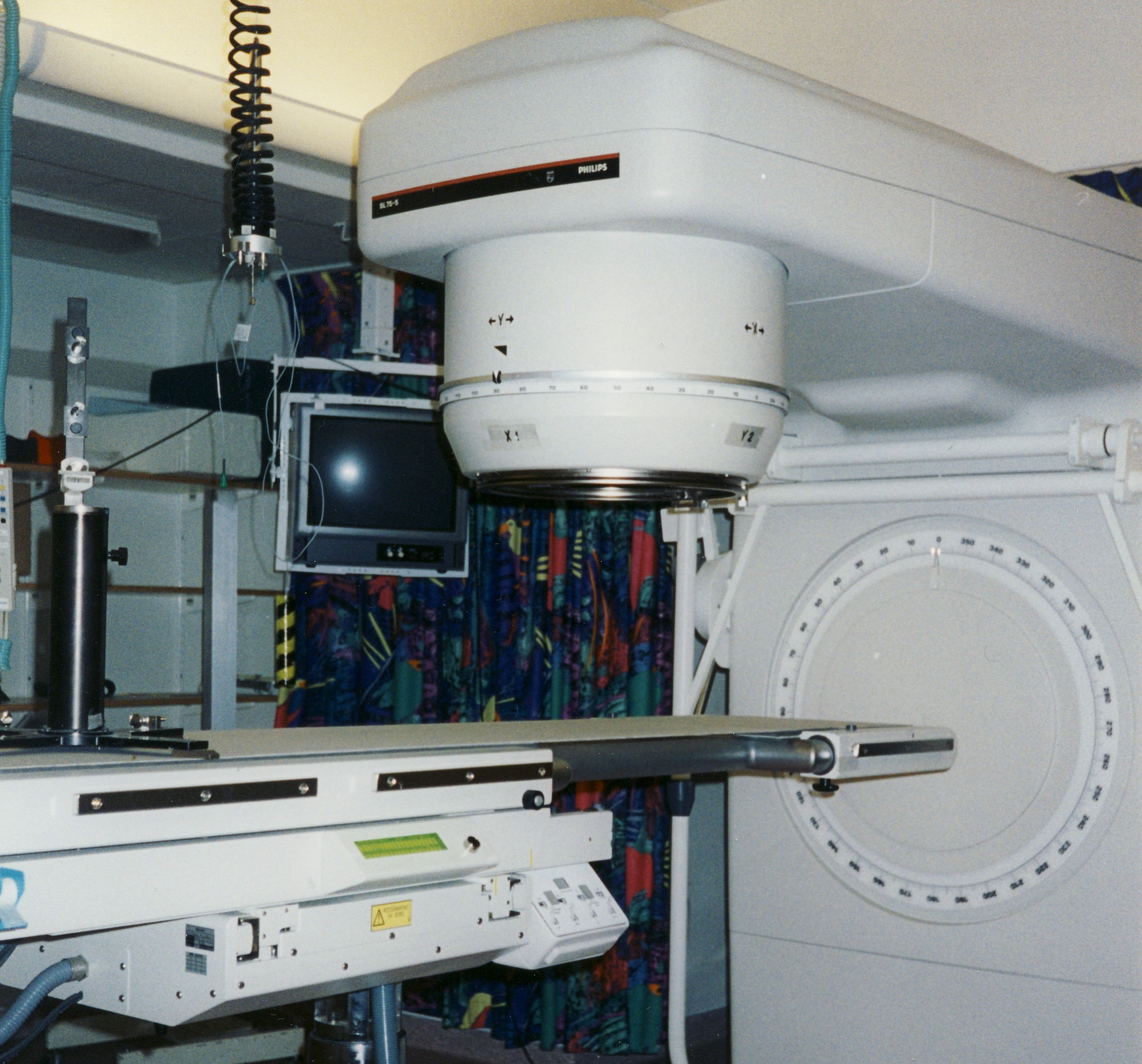
En av Radiumhemmets linjäracceleratorer.

Linjäracceleratorer används bland annat inom följande områden:
- För forskningsändamål i partikelacceleratorer som exempelvis CERN i Genève.
- För generering av röntgenstrålning inom medicinsk behandling av cancersjukdomar genom strålbehandling.
- Inom industrin för materialprovning.